# Mona Darkfeather
Mona Darkfeather (de son vrai nom Princesse Josephine Mona Workman) est une actrice américaine, née le 13 janvier 1883 à Boyle Heights (Californie) et décédée le 3 septembre 1977 à Los Angeles (Californie).
Elle se maria avec le réalisateur Frank Montgomery, dont elle divorça en 1928.
Elle épousa, par la suite, Frank Ackley, puis l'acteur Artie Ortego.
En 1937, elle se remaria avec Montgomery, jusqu'à la mort de celui-ci, en 1944.
Sa carrière cinématographique s'étend de 1910 à 1917.

## Filmographie partielle
- 1911 : A Spanish Wooing de Frank Montgomery
- 1911 : The Night Herder de Frank Montgomery
- 1912 : As Told by Princess Bess de Frank Montgomery
- 1912 : A Crucial Test de Frank Montgomery
- 1912 : The End of the Romance de Frank Montgomery
- 1913 : The Spring in the Desert de Frank Montgomery
- 1913 : The Half Breed Parson de Francis Ford
- 1914 : A Dream of the Wild  de Frank Montgomery